# IC 2053
IC 2053 је ознака објекта на координатама са ректансцензијом 4h 15m 48,0s и деклинацијом - 49° 22" 8'. Открио га је Делајл Стјуарт, 1899. године. Каснијим посматрањима на том положају није уочен никакав астрономски објекат.